# Новое (Красносельский район)
Новое — деревня в Красносельском районе Костромской области. Входит в состав Чапаевского сельского поселения.

## География
Находится в юго-западной части Костромской области на расстоянии приблизительно 13 км на северо-восток по прямой от районного центра поселка Красное-на-Волге.

## История
В 1872 году здесь было учтено 12 дворов, в 1907 году отмечено было 27 дворов.

## Население
Постоянное население составляло 76 человек (1872 год), 121 (1897), 105 (1907), 0 в 2002 году, 3 в 2022.